# Condado de Dolores
O Condado de Dolores é um dos 64 condados do Estado americano do Colorado. A sede do condado é Dove Creek, e sua maior cidade é Dove Creek. O condado possui uma área de 2 766 km² (dos quais 3 km² estão cobertos por água), uma população de 1 844 habitantes, e uma densidade populacional de 0,6 hab/km² (segundo o censo nacional de 2000). O condado foi fundado em 19 de fevereiro de 1881.